# Oliver Thomas (Sänger)

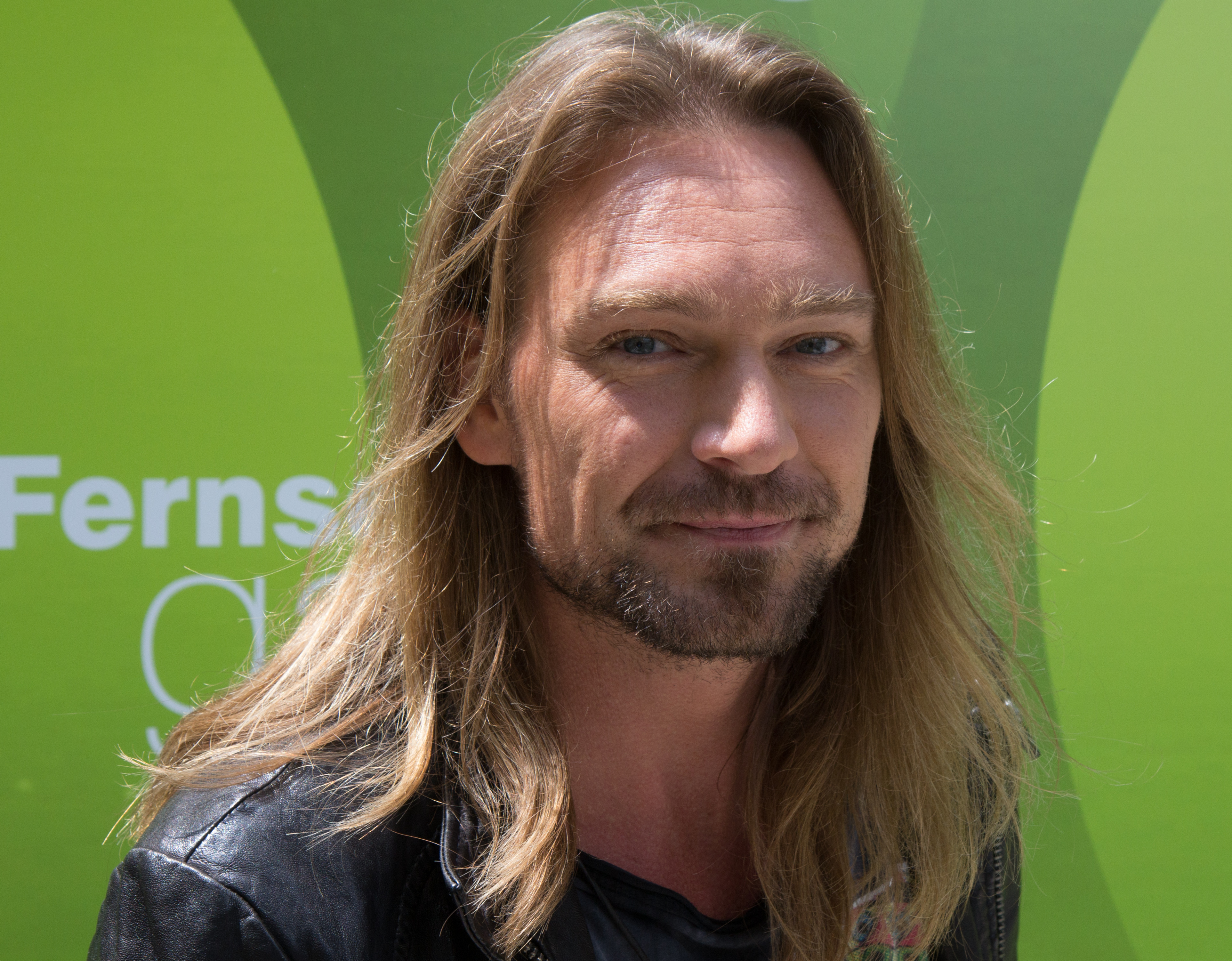
Oliver Thomas (2018)

Oliver Thomas (eigentlich: Oliver Dyba, * 1. Januar 1977 in Alpirsbach)  ist ein deutscher Schlagersänger.

## Leben
Oliver Thomas wuchs zusammen mit seinem Bruder Karsten in Alpirsbach auf. Während seiner Gymnasialzeit trat Oliver als Alleinunterhalter mit einer eigenen Gesangs- und Imitations-Show bei Galas und Feierlichkeiten auf. Entdeckt wurde er von der Texterin Irma Holder. Sie knüpfte den Kontakt zum Musikproduzenten Jean Frankfurter. Im Februar 1997 hatte Oliver Thomas seinen ersten Fernsehauftritt und gewann fortan einige TV-Hitparaden. Seitdem ist Thomas in TV-Shows präsent, unter anderem ZDF-Fernsehgarten und Willkommen bei Carmen Nebel auf.
Im Zeitraum von 1997 bis 2005 wurden auf dem Label Montana fünf Alben mit ihm produziert.
2006 folgte das erste Konzept-Album auf dem Oliver Thomas auch als Produzent tätig war und als Songschreiber mit eigenen Titeln und Arrangements zu hören ist. Stilistisch orientiert sich das Album u. a. an den Schlagern der 70er Jahre, so kommen die Streicher der Münchner Philharmoniker zum Einsatz.
2007 erschien eine Best-Of-CD zum 15-jährigen Bühnenjubiläum, die auch neue Titel beinhaltete.
Oliver Thomas wechselte zu Palm Records. Der Titel Rosenrot wurde Anfang 2009 als erste Single bei diesem Label veröffentlicht. Folgend erschienen weitere Alben wie Spiegelbild, Voll erwischt und Mutig, auf denen er ebenfalls wieder als Komponist, Arrangeur, Texter und Produzent aktiv war.
Seit Anfang 2016 schlägt Thomas rockigere Töne an und wandelte seinen Stil. Neue Titel wie Heroes erscheinen auf seinem neu gegründeten eigenen Label A&O Records.

## Diskografie
Einzeltitel
- Mädchen sind was Wunderbares – 1997
- Hallo Schneewittchen – 1997
- Märchenaugen – 1997
- Kleiner Schmetterling mach's gut – 1999
- Zigeunergeigen – 2001
- Blonde Siebzehn – 2003
- Ich will – 2005
- Rom oder Rhodos – 2006
- No más Boleros – 2006
- Ein Wahnsinns-Glücksgefühl – 2007
- Du gehst ab wie eine Rakete – 2008
- Rosenrot – 2009
- Ich hab noch nie so geliebt (The time of my life) – 2012
- Du hast Mut – 2014
- Lichter einer Nacht – 2015
- An jenem Tag am See – 2017

 Alben
- Mädchen sind was Wunderbares (1997)
- Sommernachtsgefühl (1999)
- Wenn ich deine Liebe spür' (2001)
- Berühr mich – verführ mich (2003)
- Ich will (2005)
- Rom oder Rhodos (2006)
- Meine schönsten Lieder (Best Of, 2007)
- Spiegelbild (2009)
- Voll erwischt (2012)
- Mutig (2014)
- Ego (2017)